# Ulrich Kurth (Musikjournalist)

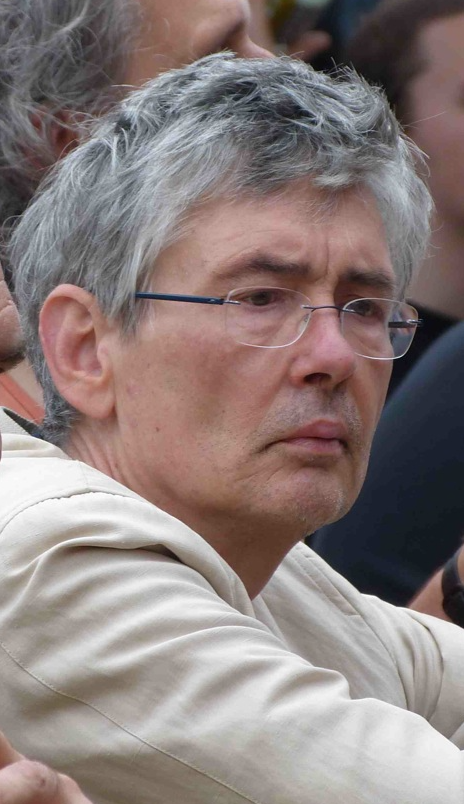
Ulrich Kurth (2013)

Ulrich Kurth (* 28. September 1953 in Kaltenkirchen; † 12. August 2021 in Köln) war ein deutscher Musikwissenschaftler, Musikredakteur und Jazzforscher.

## Leben und Wirken
Kurth studierte in Kiel Musikwissenschaften und wurde 1981 an der Christian-Albrechts-Universität zu Kiel mit der Dissertation Untersuchungen zur Rezeption afro-amerikanischer Musik in europäischer Kunstmusik im 19. und frühen 20. Jahrhundert zum Dr. phil. promoviert. Während des Studiums arbeitete er als Musiker, etwa mit dem jamaikanischen Saxophonisten Fitz Gore in dessen Band Talismen, mit der zwischen 1974 und 1977 auch Aufnahmen entstanden.
Ab 1984 arbeitete Kurth als Musikredakteur im Kabelpilotprojekt Dortmund und beim WDR in dessen Landesstudio Bielefeld. Von 1990 bis 1998 leitete er die Jazzredaktion des WDR, wo er auch Sendungen wie „Jazzmeeting WDR“ und „WDR Jazzforum“ moderierte; dann wurde ihm die Leitung der „Programmgruppe Musik WDR 3“ übertragen. Seine Tätigkeit als Jazzredakteur zeichnete sich dadurch aus, dass 50 Produktionen, die er für den Sender verantwortete, von unabhängigen Labels auf Tonträger veröffentlicht wurden und auch die Kölner Musik-Szene stark gefördert wurde. Kurth initiierte „zahllose waghalsige Projekte, nicht nur im Feld der Improvisierten Musik.“ Seine Erkrankung an Multipler Sklerose führte 2002 zur frühen Aufgabe des Berufs. Zu diesem Zeitpunkt begannen sich die Rahmenbedingungen im WDR zu verändern, wie sich bereits 2002 am Rückzug des Senders vom Moers Festival erkennen ließ.
2011 veröffentlichte Kurth eine Biographie über Tony Oxley. Weitere Buchprojekte konnte er krankheitsbedingt nicht mehr durchführen. Er starb 2021 im Alter von 67 Jahren und wurde auf dem Kölner Melaten-Friedhof beigesetzt.
Seine Söhne Matthias und Jan F. Kurth arbeiten beide als Musiker.

## Schriften

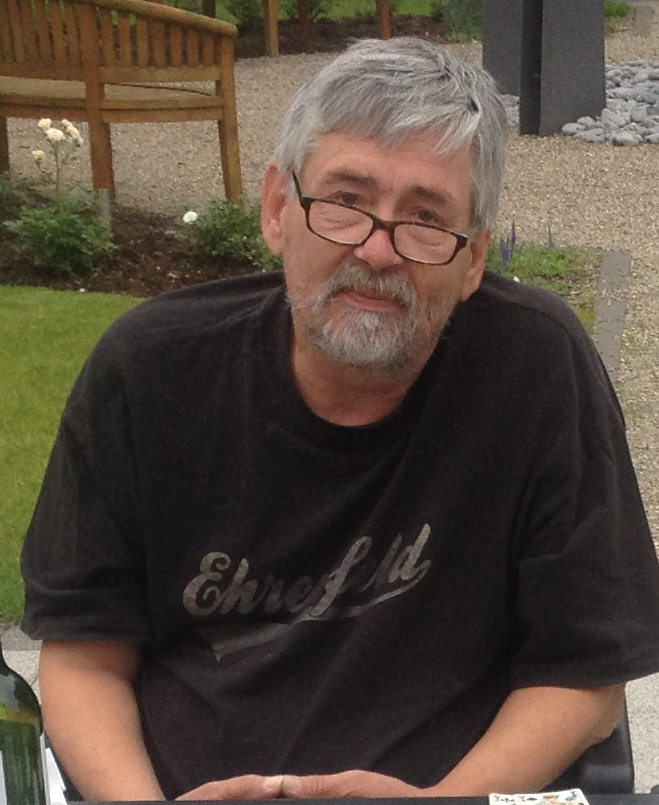
Ulrich Kurth (2016)

- Aus der Neuen Welt: Untersuchungen zur Rezeption afro-amerikanischer Musik in europäischer Kunstmusik des 19. und frühen 20. Jahrhunderts. Göppingen, Kümmerle: 1982; ISBN 978-3-87452-559-6
- On Stage. 10 Jahre Stadtgarten Köln. Fotografien von Hyou Vielz. Mit Textbeiträgen von Ulrich Kurth, Reiner Michalke und Hans-Jürgen von Osterhausen. Köln, Dumont 1996; ISBN 978-3-77013-958-3
- The 4th quarter of the triad – Tony Oxley: Fünf Jahrzehnte improvisierter Musik. Hofheim, Wolke 2011; ISBN 978-3-936000-48-1
- 25 Jahre Jazzfestival Viersen: Wertgeschätzt – durchgehalten – aufgetreten. Bönen, Kettler 2011; ISBN 978-3-86206-116-7